# Marius Copil
Marius Copil (n. 17 octombrie 1990, Arad, România) este un jucător de tenis român, jucător în circuitul ATP Challenger Tour, și component al echipei României de Cupa Davis. Pe 5 noiembrie 2018, a atins cea mai bună clasare în circuitul masculin profesionist ATP și anume locul 57.
Vorbește româna, engleza, germana, spaniola și italiana. A început să joace tenis la vârsta de 7 ani, jucând în paralel și fotbal până la 12 ani. Provine dintr-o familie de sportivi. Tatăl său, Crăciun Copil, a jucat în echipa națională de rugby, iar mama sa a fost handbalistă. Ca și hobby-uri, îi place să colecționeze ceasuri, îi plac mașinile și fotografia.
Suprafața lui preferată este hard, iar lovitura serviciul.Turneele sale preferate: Beijing, US Open, Madrid Open. Este fan înfocat al lui Bayern München, iar idolii copilăriei sale erau Pete Sampras și Roger Federer.

## Carieră
În septembrie 2009 a primit un wild card și acces pe tabloul principal al BCR Open România 2009, unde l-a învins în turul întâi pe compatriotul său, Victor Crivoi, pierzând însă în turul doi, în fața spaniolului Rubén Ramírez Hidalgo.
Din august 2018 se antrenează cu Andrei Pavel, fostul antrenor al Simonei Halep.

### 2010
În mai 2010, Marius Copil ajunge în prima sa finală al unui turneu Challenger la Trofeul Paolo Corazzi din Cremona, Italia, după ce a venit din calificări. În drumul său spre finală, el i-a învins printre alții pe australianul Bernard Tomic în semifinale, ca apoi să piardă în finală în fața germanului Denis Gremelmayr.

### 2011
Anul 2011 a început foarte bine pentru Marius. El a ajuns în cea de-a doua finală al unui turneu Challenger la Cupa Kazan Kremlin. În finală, el l-a învins pe favoritul numărul 4, germanul Andreas Beck în două seturi, 6-4 6-3. Marius primește din nou un wild card la BRD Năstase Țiriac Trophy și trece în primul tur de Victor Crivoi, ca ma apoi să piardă în turul secund la spaniolul Pablo Andujar-Alba. De asemenea, în octombrie ajunge din nou pe tabloul principal al unui turneu din circuitul ATP World Tour 250 series și anume la Stockholm Open. El ajunge acolo din calificări, unde i-a învins pe rând pe americanul Michael Yani și pe germanii Cedrik-Marcel Stebe și Mathias Bachinger, pe toți în minimum de seturi. Marius pierde în primul tur în fața lui Jarkko Nieminen.

### 2012
La fel ca în 2011, în februarie 2012 Marius reușește să ajungă în finală turneului Challenger Cupa Kazan Kremlin. El o pierde de această dată în fața estonianului Jurgen Zopp, favoritul numărul 8. La BRD Năstase Țiriac Trophy primește din nou wild card și reușește să îl învingă în primul tur pe germanul Tobias Kamke. Se oprește din nou în turul secund, acum fiind eliminat de către polonezul Lukasz Kubot. Apoi mai reușește să ajungă în două semifinale la turneele Challenger din Marburg și București. În octombrie, la turneul China Open din Beijing care face parte din circuitul ATP World Tour 500 series, Marius primește un wild card, iar în primul tur îl învinge pe favoritul numărul 4 al turneului, respectiv numărul 13 mondial, pe croatul Marin Cilic. El se oprește în turul 2 însă, pierzând în fața germanului Florian Mayer. La Stockholm Open, Marius ajunge din nou pe tabloul principal din calificări și de această dată reușește să treacă de primul tur, învingându-l pe argentinianul Federico Delbonis. Se oprește în turul secund după o înfrângere în fața spaniolului Nicolas Almagro. 

### 2013
Pentru al treilea an la rând, Marius ajunge în luna februarie într-o finală de turneu Challenger, la Open BNP Paribas Banque de Bretagne din Quimper, Franța, acolo unde îl învinge pe Marc Gicquel. În martie, ajunge pentru prima oară pe un tablou principal al unui turneu din circuitul ATP World Tour Masters 1000 și anume la Turneul de Master Series de la Miami. El îi învinge în calificări pe Steve Darcis și Jan-Lennard Struff, dar pierde în primul tur al turneului în fața francezului Rufin Guillaume. În mai, primește un wild card pentru a intra pe tabloul principal de la Turneul de Master Series de la Madrid, dar pierde în primul tur în fața favoritului numărul 15, Stanislas Wawrinka. După aceea, urmează încă două finale la turnee Challenger pentru Marius: în iulie la BRD Arad Challenger, unde pierde finala împotriva compatriotului său, Adrian Ungur, iar apoi, în iulie la Guimarães Open unde a fost învins de către favoritul numărul 1 al turneului, Joao Sousa. Pe 19 august, Marius Copil atinge și cea mai bună clasare din carieră și anume locul 124 mondial. În octombrie, Marius accede din nou din calificări pe tabloul principal de la Stockholm Open, dar pierde în primul tur în fata bulgarului Grigor Dimitrov, cel care avea să câștige apoi și turneul.

### 2014
Marius începe bine anul și ajunge în sferturi de finală în primul turneu din sezon, la Brisbane International, turneu ce face parte din circuitul ATP World Tour 250 series. Ajuns din calificări pe tabloul principal, el trece în primul tur de japonezul Yuichi Sugita, ca în optimile de finală să-l învingă pe Gilles Simon, favoritul numărul 3 al turneului, respectiv numărul 19 mondial. Se oprește în sferturi, învins de către australianul Lleyton Hewitt. Reușește să treacă de calificări și să intre pe tabloul principal și la turneul Dubai Tennis Championships, care face parte din circuitul ATP World Tour 500 series, dar pierde în primul tur în fața cehului Tomas Berdych. La BRD Năstase Țiriac Trophy repetă performanțele din 2009, 2011 și 2012 și ajunge în turul secund, unde pierde la francezul Paul-Henri Mathieu. Primește din nou wild card la Turneul de Master Series de la Madrid și reușește la Madrid prima victorie pe tabloul principal al unui turneu din circuitul ATP World Tour 1000 series, după ce îl învinge pe spaniolul Marcel Granollers, numărul 36 mondial. Pierde în turul 2 în fața bulgarului Grigor Dimitrov. La Roland Garros, Marius pierde în turul 2 din calificări, astfel că el nu reușește încă să pătrundă pe tabloul principal al unui turneu de Grand Slam. El nu mai are rezultate notabile, până în octombrie când ajunge din nou în sferturile de finală al unui turneu din circuitul ATP World Tour 250 series. Acest lucru se întâmplă la Stockholm Open, fiind al 4-lea an consecutiv când Marius reușește să pătrundă pe tabloul principal al acestui turneu, venind din calificări. El îi învinge în primele două tururi pe Joao Sousa și pe Pierre-Hugues Herbert, ca apoi să fie eliminat în sferturi de principalul favorit, Tomas Berdych, care avea să câștige și turneul.

### 2015
Marius trece de calificări din nou la turneul Brisbane International, dar de această dată se oprește în primul tur, pierzând la Mikhail Kukushkin. Apoi reușește la Australian Open să spargă gheața și să ajungă pentru prima oară în carieră pe tabloul principal al unui turneu de Grand Slam. El i-a învins în calificări pe argentinianul Horacio Zeballos, pe germanul Phillip Petzschner și în ultimul tur, pe localnicul Omar Jasika. În primul tur de pe tabloul principal îl învinge pe Pablo Andujar-Alba, scor 6-2, 6-2, 7-5. În turul doi pierde la Stanislas Wawrinka, favoritul numărul 4, scor 7-6(4), 7-6(4), 6-3. La turneele de simplu nu mai are rezultate notabile, dar obține cel mai important rezultat al carierei la turneul BRD Năstase Țiriac Trophy din categoria ATP World Tour 250 series, la care câștigă competiția de dublu alături de Adrian Ungur. Cei doi au învins în finala competiției perechea formată din Nick Monroe și Artem Sitak. La Roland Garros, Marius ajunge în ultimul tur al calificărilor, dar pierde acolo în fața olandezului Igor Sijsling.

## Rezultate circuit ATP

### Dublu: 1 (1 titlu)
| \| Legendă \| \| --------------------------------- \| \| Turnee Grand Slam (0–0) \| \| Turneul Campionilor (0–0) \| \| ATP World Tour Masters 1000 (0–0) \| \| ATP World Tour 500 Series (0–0) \| \| ATP World Tour 250 Series (1–0) \| |
| Legendă |
| Turnee Grand Slam (0–0) |
| Turneul Campionilor (0–0) |
| ATP World Tour Masters 1000 (0–0) |
| ATP World Tour 500 Series (0–0) |
| ATP World Tour 250 Series (1–0) |

| Rezultat   | Nr. | Dată            | Turneu                                        | Suprafață | Parteneri    | Oponenți                    | Rezultat          |
| ---------- | --- | --------------- | --------------------------------------------- | --------- | ------------ | --------------------------- | ----------------- |
| Câștigător | 1.  | 26 aprilie 2015 | BRD Năstase Țiriac Trophy, București, România | Clay      | Adrian Ungur | Nicholas Monroe Artem Sitak | 3–6, 7–5, [17–15] |

## Finale ATP Challenger

### Simplu: 6 (2–4)
| Legendă                   |
| ------------------------- |
| ATP Challenger Tour (2–4) |

| Rezultat   | Nr. | Dată              | Turneu                | Suprafață  | Adversar         | Scor               |
| ---------- | --- | ----------------- | --------------------- | ---------- | ---------------- | ------------------ |
| Finalist   | 1.  | 23 mai 2010       | Cremona, Italia       | Ciment     | Denis Gremelmayr | 4–6, 5–7           |
| Câștigător | 2.  | 6 februarie 2011  | Kazan, Rusia          | Ciment (i) | Andreas Beck     | 6–4, 6–4           |
| Finalist   | 3.  | 5 februarie 2012  | Kazan, Rusia          | Ciment (i) | Jürgen Zopp      | 6–7(4–7), 6–7(4–7) |
| Câștigător | 4.  | 17 februarie 2013 | Quimper, Franța       | Ciment     | Marc Gicquel     | 7–6(11–9), 6–4     |
| Finalist   | 5.  | 9 iunie 2013      | Arad, România         | Zgură      | Adrian Ungur     | 4-6, 6–7(3–7)      |
| Finalist   | 6.  | 28 iulie 2013     | Guimarães, Portugalia | Ciment     | Joao Sousa       | 3-6 0-6            |

### Dublu: 1 (1–0)
| Legend                    |
| ------------------------- |
| ATP Challenger Tour (1–0) |

| Rezultat   | Nr. | Dată              | Turneu          | Suprafață | Parteneri     | Oponenți                           | Rezultat                |
| ---------- | --- | ----------------- | --------------- | --------- | ------------- | ---------------------------------- | ----------------------- |
| Câștigător | 1.  | 8 septembrie 2012 | Brașov, România | Zgură     | Victor Crivoi | Andrei Ciumac Oleksandr Nedovyesov | 6–7(8–10), 6–4, [12–10] |